# Perissocephalus tricolor
El pájaro capuchino (en Colombia y Venezuela) (Perissocephalus tricolor), también denominado ave capuchina, cotinga capuchino, cotinga capuchina, perisocéfalo, perisocéfalo tricolor o, por el nombre onomatopéyico de maú (en Brasil) o aurresku, es una especie de ave paseriforme de la familia Cotingidae, la única perteneciente al género monotípico Perissocephalus. Es nativo del noreste de la región amazónica y del escudo guayanés en América del Sur.

## Distribución y hábitat
Se distribuye desde el extremo oriental de Colombia (este de Vaupés), sur y este de Venezuela (sur de Amazonas, este de Bolívar), Guyana, Surinam, Guayana francesa, y norte de Brasil al norte del río Amazonas (desde el alto río Negro y área de Manaus hacia el este hasta Amapá).
Esta especie es considerada poco común en su hábitat natural: el estrato medio y el subdosel de selvas húmedas amazónicas, principalmente de terra firme, abajo de los 600 m de altitud.

## Descripción
Mide cerca de 35 cm de longitud. Es un ave inconfundible y extraña, la corona y las faces son peladas de color gris pálido que se extiende hasta la parte inferior del pico que es negro y robusto. El resto es pardo canela, más brillante y pálido por abajo, las coberteras inferiores de las alas son blancas y la cola es negra. La cabeza desplumada parece desproporcionadamente menor, resultando en una silueta única.

## Comportamiento
Son generalmente inconspícuos y solitarios, moviéndose en el interior de la selva.

### Alimentación
Consume principalmente frutos, la mayoría conseguidos en el subdosel del bosque. La dieta se compone de por lo menos 37 especies diferentes, primariamente dentro de las familias Lauraceae, Burseraceae, y Arecaceae. También consigue capturar grandes insectos y hasta murciélagos. Desaloja sus presas a través de vuelos abruptos entre el follaje denso, espantándolos, para enseguida capturarlos.

### Reproducción
Se reúnen en leks donde los machos elevan el cuerpo en la vertical de forma ceremoniosa y emiten uno de los cantos más extraños de las aves, que se trata de un sonoro y grave «grrrrrr, aaaaa-uuu», oído a la distancia, que recuerda al mugido de una vaca o a un distante motor fuera de popa. Los machos exhibiéndose se inclinan, después permanecen en lo alto con el plumaje inflado, las plumas del pescuezo formando una gola alrededor de la cabeza pelada y las coberteras inferiores de la cola alargadas y curvadas sobre la cola formando dos bolas de pelusa y abren la cola en forma de abanico elevándola verticalmente. Construyen su nido en forma de plataforma rasa sobre horquetas a una altura que varía de tres a 6 m del suelo, incubando, en promedio, un único huevo.

## Sistemática

### Descripción original
La especie P. tricolor fue descrita por primera vez por el naturalista alemán Philipp Ludwig Statius Müller en 1776 bajo el nombre científico Corvus tricolor; la localidad tipo es «Cayena, Guayana Francesa».
El género Perissocephalus fue descrito por el ornitólogo estadounidense Harry Church Oberholser en 1899.

### Etimología
El nombre genérico masculino «Perissocephalus» se compone de las palabras del griego «perissos» que significa ‘extraordinario’, y «kephalē» que significa ‘cabeza’; y el nombre de la especie «tricolor», proviene del latín «tricolor, tricoloris» que significa ‘de tres colores’.

### Taxonomía
Es monotípica.
Berv & Prum (2014) produjeron una extensa filogenia para la familia Cotingidae reflejando muchas de las divisiones anteriores e incluyendo nuevas relaciones entre los taxones, donde se propone el reconocimiento de cinco subfamilias. De acuerdo a esta clasificación, Perissocephalus pertenece a una subfamilia Cephalopterinae Reichenow, 1914, junto a Haematoderus, Querula, Cephalopterus y Pyroderus. El Comité de Clasificación de Sudamérica (SACC) aguarda propuestas para modificar la secuencia linear de los géneros y reconocer las subfamilias. El Comité Brasileño de Registros Ornitológicos (CBRO), en la Lista de las aves de Brasil - 2015 ya adopta esta clasificación.